# Possenhofen
Possenhofen est un « Ortsteil » de la municipalité de Pöcking dans le district de Starnberg en Haute-Bavière.
La vieille ville, mentionnée pour la première fois en 1281, est située sur la côte ouest du lac de Starnberg, et compte aujourd'hui environ 380 habitants.
En 1536 fut construit le château de Possenhofen par Jakob Rosenbusch.
L'impératrice d'Autriche et reine de Hongrie Élisabeth d'Autriche (Sisi) et ses nombreux frères et sœurs passèrent leur enfance à Possenhofen.